# Pollentia (sito archeologico)
Pollentia è una città romana i cui resti sono visibili presso la città di Alcúdia, nell'isola di Maiorca, in Spagna.
La città fu fondata intorno al 70 a.C. I suoi resti comparvero a partire dal XVII secolo e scavi regolari vi furono condotti a partire dagli inizi del XX secolo.

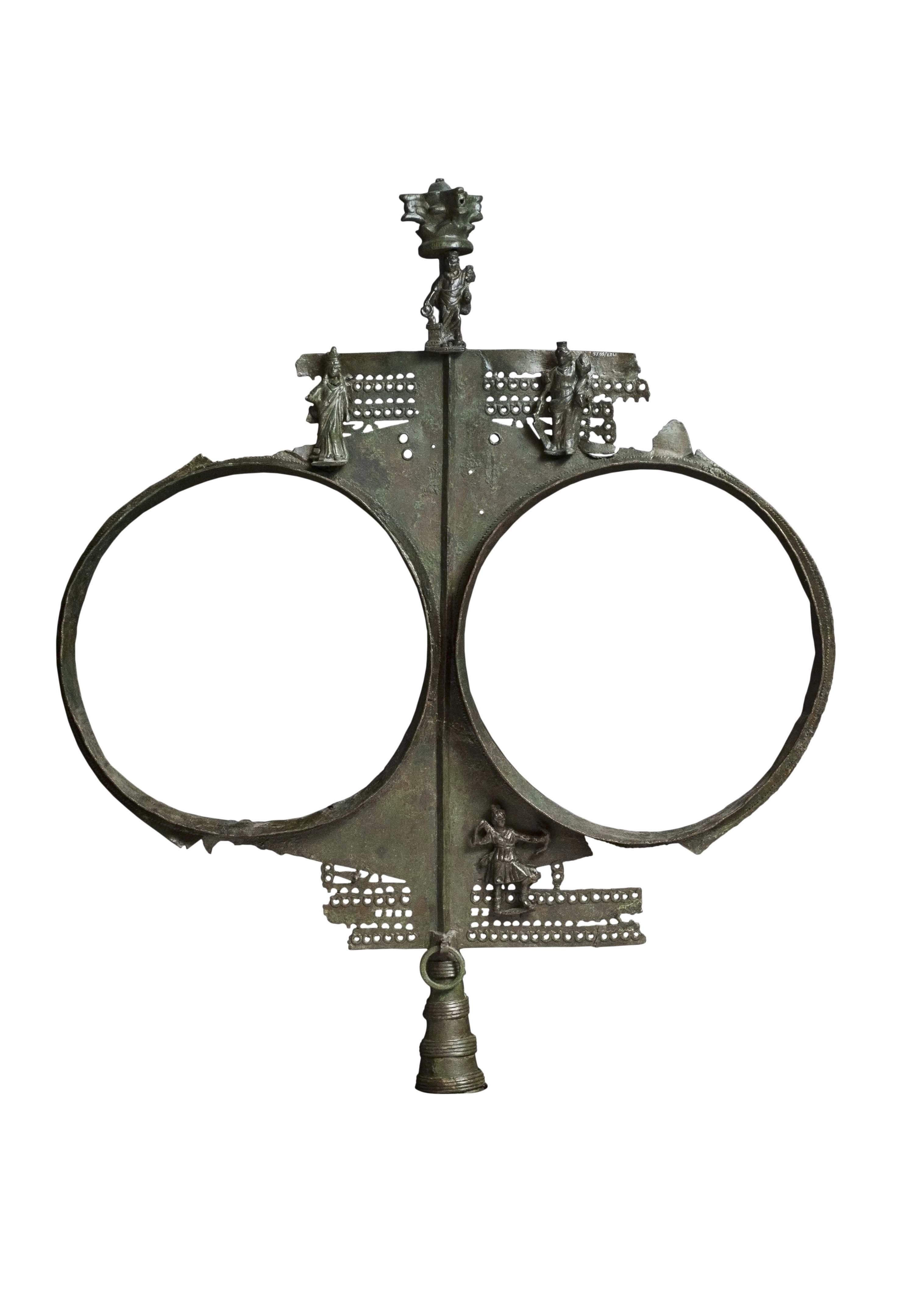
Banner Pollentia

Attualmente i resti sono suddivisi in tre aree archeologiche visitabili:
- La Portella: si conservano i resti di tre domus ad atrio, tra cui la meglio conservata è la "Casa dei due tesori", con facciata porticata sulla strada. La "Casa della testa di bronzo" ha restituito una piccola testa in bronzo di una fanciulla. Presso la "Casa di nord-est" si conserva un tratto delle mura cittadine del III secolo.
- Foro romano: vi si conservano i resti del Capitolium e di tabernae. L'area è ancora oggetto di scavo.
- Teatro romano: del I secolo d.C. conserva i resti della cavea, scavata nella roccia, e della scena, a pianta rettangolare. In epoca tardo-antica fu utilizzato come necropoli.